# Hengjing (köpinghuvudort i Kina, Jiangsu Sheng, lat 32,92, long 119,69)
Hengjing (kinesiska: 横泾, 横泾镇) är en köpinghuvudort i Kina. Den ligger i provinsen Jiangsu, i den östra delen av landet, omkring 130 kilometer nordost om provinshuvudstaden Nanjing. Antalet invånare är 15 936. Befolkningen består av 8 077 kvinnor och 7 859 män. Barn under 15 år utgör 11,0 %, vuxna 15-64 år 70 %, och äldre över 65 år 18,0 %.
Runt Hengjing är det tätbefolkat, med 636 invånare per kvadratkilometer. Närmaste större samhälle är Shaoyang, 13,5 km öster om Hengjing. Trakten runt Hengjing består till största delen av jordbruksmark.
Genomsnittlig årsnederbörd är 1 119 millimeter. Den regnigaste månaden är juli, med i genomsnitt 254 mm nederbörd, och den torraste är januari, med 28 mm nederbörd.